# Katya Paskaleva
Katya Paskaleva (n. 18 septembrie 1945, Petrici, Blagoevgrad, Bulgaria – d. 23 iulie 2002, Sofia, Bulgaria) a fost o actriță bulgară de teatru și film.
Este cunoscută pentru rolul Mariei în filmul bulgar Cornul caprei (1972). De asemenea, este cunoscută pentru rolurile ei în filmele Sfârșitul cântecului (1971), Zona cu vile (1975), Matriarhat (1977), Elegie (1982), Ajunul la etajul al treilea (1987) și pentru numeroase apariții pe scenele Teatrului Municipal din Sofia și Teatrului Satiric "Aleko Konstantinov".

## Biografie
Katya Paskaleva s-a născut pe 18 septembrie 1945 în orașul Petrici din Bulgaria. În 1967, a absolvit Academia Națională de Teatru și Film unde Metodi Andonov a învățat-o actorie. Cariera ei a început pe scena Teatrului Pazardzhik înainte să se alăture trupei Teatrului Municipal din Sofia. În 1985, Paskaleva a devenit parte a faimosului Teatru Satiric "Aleko Konstantinov". Filmul ei de debut a fost Luni dimineața (1966), care a fost oprit de autoritatea comunistă și lansat de abia în 1988.
În 2002, Paskaleva a murit de cancer la Sofia.

## Filmografie
| An   | Film                                  | Film                           | Film                            | R               | Note                                                  |
| An   | Titlu în română                       | Titlu în bulgară               | Transliterație                  | R               | Note                                                  |
| ---- | ------------------------------------- | ------------------------------ | ------------------------------- | --------------- | ----------------------------------------------------- |
| 1966 | Luni dimineața                        | Понеделник сутрин              | Ponedelnik sutrin               | Soția lui Velko | datorită cenzurii comuniștilor a fost lansată în 1988 |
| 1967 | Ocolul                                | Отклонение                     | Otklonenie                      | Vera            |                                                       |
| 1971 | Sfârșitul cântecului                  | Краят на песента               | Krayat na pesenta               | Nayme           |                                                       |
| 1972 | Cornul de capră                       | Козият рог                     | Koziyat rog                     | Maria           | regizat de Metodi Andonov                             |
| 1973 | Oameni fără treabă                    | Мъже без работа                | Mazhe bez rabota                | Hristina        |                                                       |
| 1975 | Zona cu vile                          | Вилна зона                     | Vilna zona                      | Stefka          | regizat de Eduard Zahariev                            |
| 1977 | Matriarhat                            | Матриархат                     | Matriarhat                      | Tana            | regizat de Lyudmil Kirkov                             |
| 1977 | Stele în părul ei, lacrimi în ochi ei | Звезди в косите, сълзи в очите | Zvezdi v Kosite, Salzi v Ochite | Liza Strezova   |                                                       |
| 1982 | Elegie                                | Елегия                         | Elegiya                         | Hangița Zdravka | regizat de Eduard Zahariev                            |
| 1987 | Ajunul la etajul al treilea           | Ева на третия етаж             | Eva na tretiya etazh            | Naumova         |                                                       |